# Virus della febbre emoragica delle scimmie
Virus della febbre emoragica delle scimmie o SHFV è un virus patogeno altamente contagioso delle scimmie. È un virus a polarità RNA positiva classificato nella famiglia dei Arteriviridae e l'unica specie appartenente al sottogenere dei Hedartevirus.

## Ospiti
L'eritrocebo Erythrocebus patas è l'ospite naturale del virus poiché circa il 50% degli eritrocebi hanno anticorpi contro questo virus, mentre in altre specie di scimmie come il cercopiteco verde ed i babbuini questi anticorpi sono presenti in percentuali molto minori. È da menzionare che nei macachi l'infezione di questo virus può dar luogo ad una acuta e grave infezione con un alto tasso di mortalità. Recentemente si è scoperto che colobi rossi e cercopitechi nasobianco del Congo sono ospiti naturali del SHFV.

## Sintomi
Sono state osservate infezioni asintomatiche di questo virus nei eritrocebi, cercopitechi verdi e nei babbuini, anche se sono osservate principalmente nei eritrocebi. L'infezione ha un rapido inizio con l'animale che sviluppa una febbre elevata, un edema facciale, cianosi, anoressia, melena, e possono iniziare emorragie a livello cutaneo e sottocutaneo e retrobulbare. Subito dopo compare la piastrinopenia. La morte sopravviene generalmente entro 10–15 giorni dopo l'apparizione dei sintomi.

## Potenziale patogenicità per la specie umana
Nell'ottobre 2022 è stato scoperto che la proteina CD163, codificata nella specie umana dall'omonimo gene, è in grado di agire come recettore intracellulare per il virus SHFV: questa scoperta comporta la possibilità che il virus possa compiere, qualora ricorrano le condizioni adatte, il salto di specie (in inglese spillover) verso la specie umana.